# Maria Borda
Maria Borda, född 1 januari 1977 i Buenos Aires av bolivianska föräldrar, är en svensk författare, antropolog och familjerådgivare med föräldraskap som specialitet.

## Biografi
Maria Borda föddes i Buenos Aires, Argentina, men kom till Sverige en knapp månad gammal tillsammans med sina föräldrar som var politiska flyktingar från militärdiktaturen i Argentina. Hon växte upp på Bellevuegården och senare Möllevången i Malmö och studerade socialantropologi, religionshistoria och utvecklingsstudier vid universiteten i Tromsø och Lund. Mellan åren 2000 och 2012 bodde hon i Nordnorge, och år 2009, i samband med födelsen av hennes son, startade hon bloggen Vilda barn, som fokuserade på föräldraskap och barn genom tiderna och i olika kulturer. Vilda barn lades ned 2014, men fortsatte att vara populär bland nyblivna föräldrar, och 2019 gavs ett urval av texterna ut i bokform på Domeratzky Förlag.
Tillsammans med Türkan Sönmez (tidigare Karaman) gav Maria Borda ut boken Känn ditt barn 2022 på Norstedts. Boken förespråkar ett lyhört föräldraskap där respekten för barnet står i centrum. I april 2024 kom boken Det nya livet - En hyllning till dig som fött - traditioner, omsorg och gemenskap ut på Mondial. Boken är skriven tillsammans med doulan Opokua Britton och tar upp hur postpartumtraditioner världen över ser ut. Borda och Britton vill att boken ska få människor i Norden att rikta fokus mot den nyförlösta och inte bara mot spädbarnet.
Sedan november 2024 har Maria Borda en frågespalt i Sydsvenskan där hon svarar på frågor från föräldrar tillsammans med sin kollega Türkan Sönmez (tidigare Karaman).
I maj 2025 utkom Maria Bordas sjätte bok, Paletas - Pinnglass på latinamerikanskt vis.
Maria Borda är barnbarn till författaren och antropologen Hector Borda Leaño.

## Utmärkelser
HAROs Guldmedalj 2023 med motiveringen: "Med respekt för varje individs personliga erfarenheter sprider Maria kunskap om föräldraskap ur ett antropologiskt perspektiv, stärker föräldrar i deras känslor och instinkter samtidigt som hon uppmuntrar till att ifrågasätta myter och etablerade normer som ofta styr dagens föräldraskap."